# 鞍山新村站
鞍山新村站位于中华人民共和国上海市杨浦区控江路与打虎山路交叉口，是上海地铁8号线的地铁车站，于2007年12月29日启用。

## 车站结构

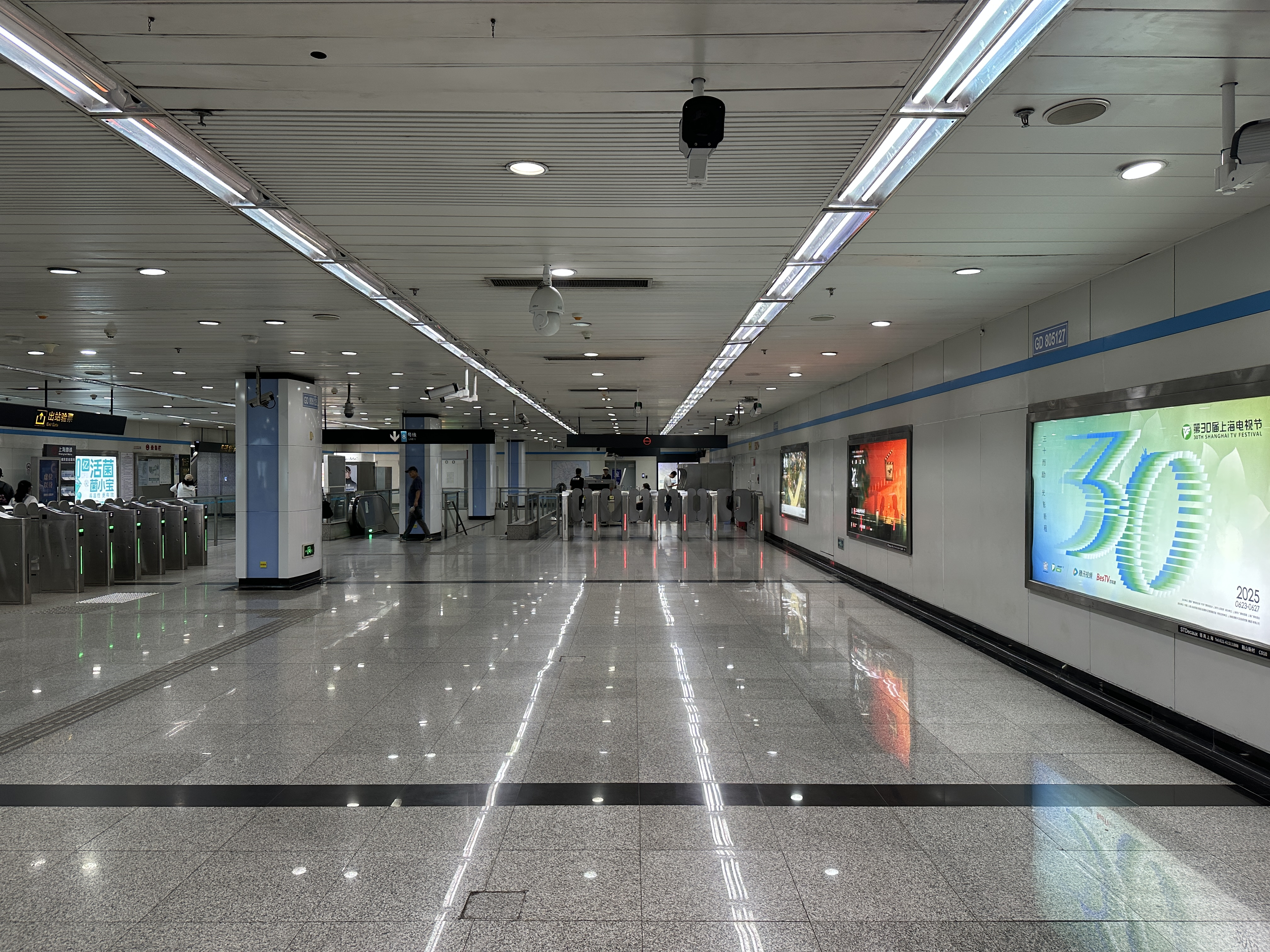
站厅

| 地面层   | 出入口             | 1-4出入口                        |  |  |
| 地下一层 | 站厅               | 票务服务、自动售票机、人工服务台 |  |  |
| 地下二层 |                    | █ 8号线 往沈杜公路（四平路）     |  |  |
|          | 岛式站台，左侧开门 |                                  |  |  |
|          |                    | █ 8号线 往市光路（江浦路）       |  |  |

## 车站出口
鞍山新村站共有4个出入口，另在站厅西北侧还有一个出口通往控江旭辉MALL，各出入口如下所示：
| 出口编号            | 出口指示         | 照片 |
| ------------------- | ---------------- | ---- |
| 1 · 出口            | 控江路           |      |
| 2 · 出口            | 控江路           |      |
| 3 · 出口            | 控江路           |      |
| 4 · 出口 · （设有） | 控江路，打虎山路 |      |
| 图例： 设有         |                  |      |

## 公交换乘
6、14、70、80、103、103区间、220、308、310、713、843、863、871、960